# 香港報業公會
香港報業公會（The Newspaper Society of Hong Kong），於1954年5月10日由當時四大報章《工商日報》、《華僑日報》、《星島日報》及《南華早報》聯合創辦，旨在促進香港新聞業界之合作，並推動一切有關香港報業事宜及會員之利益為目標。
現時會員有十四間，包括《星島日報》、《明報》、《南華早報》、《大公報》、《文匯報》、《香港商報》、《香港經濟日報》、《信報》、《英文虎報》、《中國日報(香港版)》、《AM730》、《香港仔》、《巴士的報》及《新晚報》。
現任香港報業公會會長李祖澤、名譽會長胡仙、主席郭艷明、副主席譚衛兒及郭曉亭、名譽司庫黎振輝、總幹事盧覺麟及新聞發言人盧永雄。該組織的管理層包括李祖澤屬於中共政協委員及其負責的聯合出版社為中共控制的國有企業，故此香港報業公會屬於親中共組織。

## 友好組織(包括)

### 香港
- 香港記者協會、香港報業評議會、香港外國記者協會、香港新聞行政人員協會、香港攝影記者協會等。

### 外地
- 澳門日報、聯合報、民生報、中國時報、中央通訊社、聯合早報、星洲日報、南洋商報等。